# Humanum
Humanum Międzynarodowe Studia Społeczno-Humanistyczne – półrocznik wydawany od 2008 roku przez Instytut Wydawniczy Humanum w Warszawie. Redaktorem naczelnym jest prof. dr hab. Paweł Czarnecki.